# Varenyky

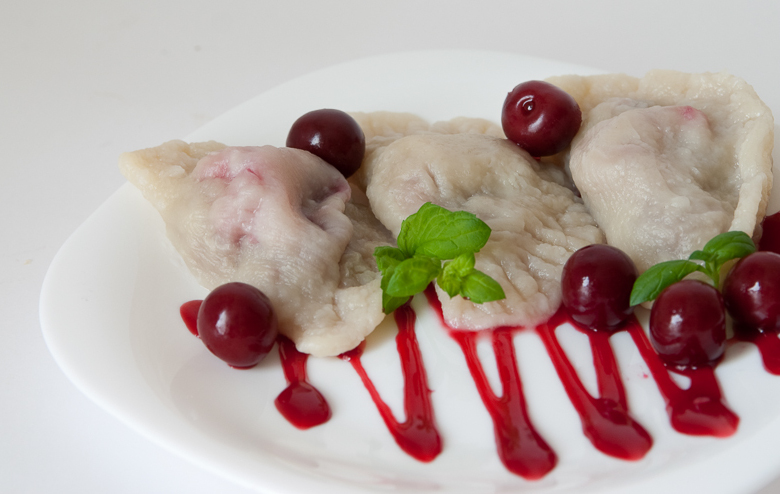
Varenyky farcis de griottes en dessert.

Les varenyky (ukrainien : вареники, ʋɐˈrɛneke) ou vareniki (russe : вареники, ʋɐˈrɛniki) sont un ensemble de plats traditionnels d'Europe de l'Est, dont l'origine, entre Russie et Ukraine, est indécidable. Par exemple, la variante sucrée aux cerises serait plutôt typée Ukrainienne, mais n'est pas exclusivement consommée en Ukraine.
Ressemblant à des raviolis, ils sont cependant plus volumineux et très similaires aux pierogi (leur équivalent polonais). Il en existe de nombreuses déclinaisons, les varenyky pouvant être farcis de fromage salé ou sucré, de champignons, de chou cru ou cuit, de haricots, de millet, de grains de pavots, de pommes, de cerises, de fruits rouges, de confiture, de lardons, de foie, etc. Souvent, les farces sont composites, par exemple : œuf dur haché mélangé à la ciboulette ciselée. Les varenyky avec le chou, les pommes de terre, la viande, les pommes, les cerises et le fromage blanc sucré sont parmi les plus consommés. Les varenyky sucrés sont généralement servis avec du beurre et la crème fraiche ; les varenyky salés sont servis avec des lardons et un oignon finement haché et coloré à la poêle.
Les varenyky traditionnels sont bien plus grands que les varenyky qu'on fait aujourd'hui (qu'ils soient maison ou industriels),,.

« Le soir, assis à la Tavernatta qui était devenue ma cantine, j'enfournais des varenikis en les comparant avec ceux de Mère-Grand. »

— Christophe Boltanski